# Modern Love (label)
Pour les articles homonymes, voir Modern Love.
Modern Love est un label indépendant de musique électronique, fondé en 2002 à Manchester par le personnel de Pelicanneck, un ancien magasin de disques qui allait bientôt devenir le détaillant en ligne Boomkat.
Il publie notamment Andy Stott, ainsi que Miles Whittaker et son groupe Demdike Stare (en).
Il ressort en 2020, "Like Weather" de Leila.